# Gobernador general de Nueva Zelanda
El gobernador general de Nueva Zelanda (o Te Kawana Tianara o Aotearoa en lengua maorí) es el representante del monarca de Nueva Zelanda (actualmente el rey Carlos III). A veces se le ve como el jefe del Estado de facto.
El Acta de Constitución de 1986 provee que el gobernador general es nombrado por el soberano y es su representante en Nueva Zelanda. No hay plazo específico, pero por convención, el gobernador general, suele servir en el cargo durante cinco años. El nombre completo del título es: el gobernador general y comandante en jefe en y sobre Nueva Zelanda.
Las funciones del gobernador general se exponen en la ley de 1983 por la que se constituye la Oficina del gobernador general, e incluye el nombramiento de ministros y jueces, la disolución del Parlamento, la emisión de autos de las elecciones y en hacer los honores. Todas las funciones del gobernador general se llevan a cabo en el nombre del rey. Más allá de las funciones constitucionales, el gobernador general tiene un importante papel ceremonial: viaja por toda Nueva Zelanda para dar conferencias, asistir a los servicios y conmemoraciones y cuando viaja al extranjero, el gobernador general es visto como el representante de Nueva Zelanda, y del rey de Nueva Zelanda, y es tratado habitualmente como un jefe de Estado.
El primero que recibió el cargo de gobernador general fue el capitán William Hobson en 1841. La actual gobernadora general es Dame Cindy Kiro, que juró su cargo el 18 de octubre de 2021 y sustituyó a Patsy Reddy.
El Departamento del Primer Ministro y el Gabinete sirve de apoyo al gobernador general.

## Gobernadores generales de Nueva Zelanda
1. Arthur Foljambe, II conde de Liverpool (1870-1941), del 28 de junio de 1917 al 8 de julio de 1920.
2. John Jellicoe, I conde de Jellicoe (1859-1935), del 27 de septiembre de 1920 al 12 de diciembre de 1924.
3. Charles Fergusson, VII baronet (1865-1951), del 13 de diciembre de 1924 al 8 de febrero de 1930.
4. Charles Bathurst, I barón Bledisloe (1867-1958), del 19 de marzo de 1930 al 15 de marzo de 1935.
5. George Monckton-Arundell, VIII vizconde Galway (1882-1943), del 12 de abril de 1935 al 3 de febrero de 1941.
6. Cyril Newall, I barón Newall (1886-1963), del 22 de febrero de 1941 al 19 de abril de 1946.
7. Bernard Freyberg, I barón Freyberg (1889-1963), del 17 de junio de 1946 al 15 de agosto de 1952.
8. Charles Norrie, I barón Norrie (1893-1977), del 2 de diciembre de 1952 al 5 de julio de 1957.
9. Charles Lyttelton, X vizconde Lebham (1909-1977), del 5 de septiembre al 13 de septiembre de 1962.
10. Bernard Fergusson, barón Ballantrae (1911-1980), del 9 de noviembre de 1962 al 20 de octubre de 1967.
11. Arthur Porritt, barón Porritt (1900-1994), del 1 de diciembre de 1967 al 7 de septiembre de 1972.
12. Denis Blundell (1907-1984), del 27 de septiembre de 1972 al 5 de octubre de 1977.
13. Keith Holyoake (1904-1983), del 26 de octubre de 1977 al 25 de octubre de 1980.
14. David Beattie (1924-2001), del 6 de noviembre de 1980 al 21 de noviembre de 1985.
15. Paul Reeves (1933-2011), del 22 de noviembre de 1985 al 19 de noviembre de 1990.
16. Catherine Tizard (1931-2021), del 13 de diciembre de 1990 al 3 de marzo de 1996.
17. Michael Hardie Boys (1931-2023), del 21 de marzo de 1996 al 21 de marzo de 2001.
18. Silvia Cartwright (nacida en 1943), del 4 de abril de 2001 al 4 de agosto de 2006.
19. Anand Satyanand (nacido en 1944), Del 23 de agosto de 2006 al 23 de agosto de 2011.
20. Jerry Mateparae (nacido en 1954), del 31 de agosto de 2011 al 31 de agosto de 2016.
21. Patsy Reddy (nacida en 1954), del 28 de septiembre de 2016 al 21 de octubre de 2021.
22. Cindy Kiro (nacida en 1958). Desde el 21 de octubre de 2021.